# Сорочинское (озеро)
Соро́чинское  (бел. Саро́чынскае) — озеро в Чашникском районе Витебской области Белоруссии. Относится к бассейну реки Лукомка.

## Описание
Озеро Сорочинское располагается в 10 км к юго-западу от города Чашники, рядом с деревней Сорочино.
Площадь поверхности водоёма составляет 0,13 км². Длина — 0,88 км, наибольшая ширина — 0,48 км, длина береговой линии — 1,91 км. Наибольшая глубина — 8,4 м, средняя — 5,62 м. Объём воды в озере — 0,73 млн м³. Площадь водосбора — около 1 км².
Котловина озера лощинного типа, вытянутая в направлении с севера на юг. Склоны умеренно крутые, высотой 10—12 м. Берега преимущественно сливаются со склонами котловины. Береговая линия слабоизвилистая.
В северной части из озера вытекает ручей, впадающий в реку Лукомка.